# Gert Gschwendtner

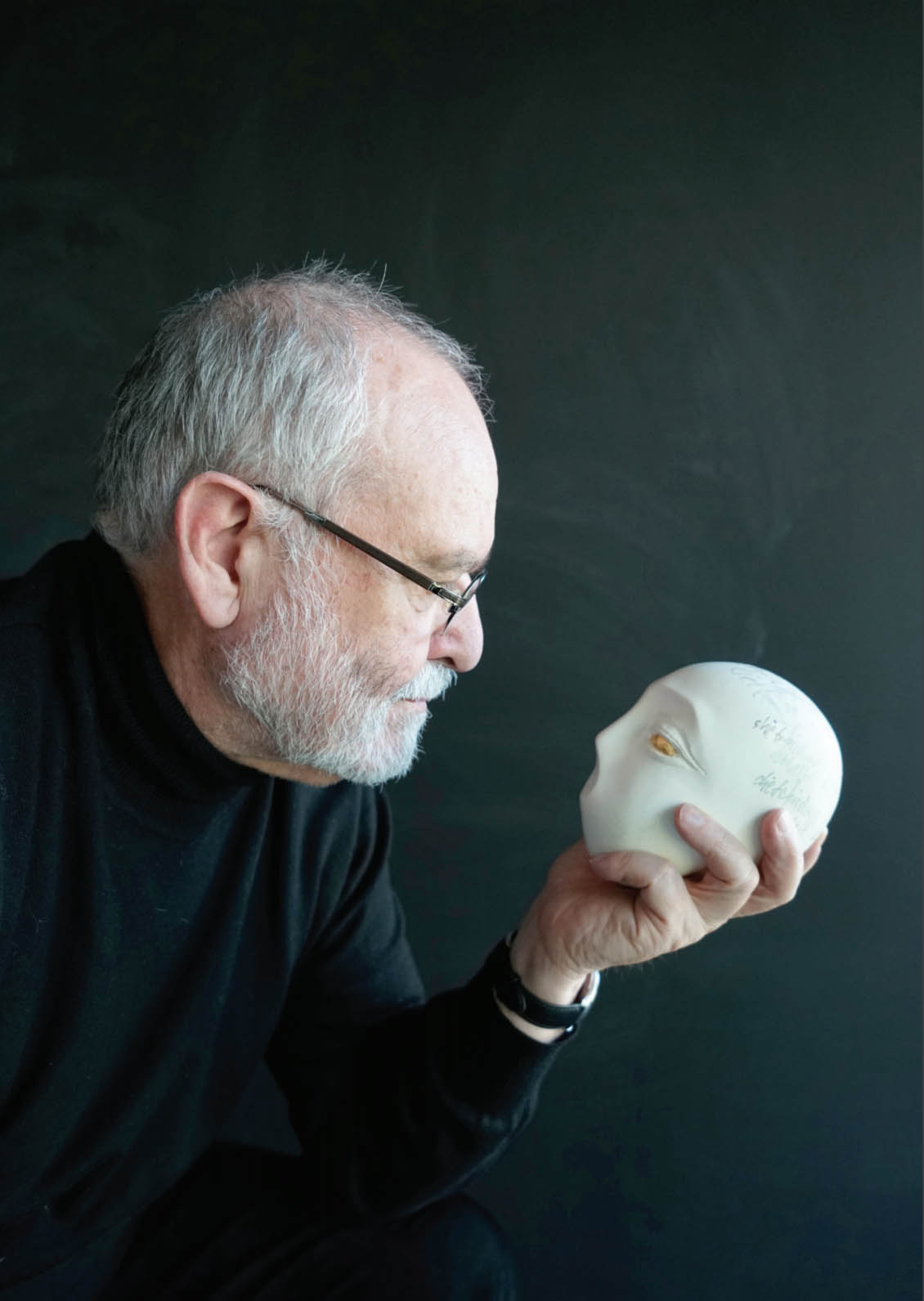
Gert Gschwendtner, 2024

Gert Gschwendtner (* 6. Oktober 1949 in Lenggries in Oberbayern) ist ein deutscher Aktionskünstler, Plastiker, Maler und Autor. Er lebt und arbeitet in Sevelen, Kanton St. Gallen.

## Leben
Anfang der 1970er-Jahre studierte Gschwendtner an der Akademie der Bildenden Künste München und an der Universität Belgrad Kunst, Kunstgeschichte, Philosophie und Pädagogik. In den folgenden Jahren intensivierte sich die Beschäftigung mit den Werken von Joseph Beuys, der Fluxus-Bewegung und des radikalen Konstruktivismus. Anfang der 1980er-Jahre begann er neben seiner Lehrtätigkeit als Kunstpädagoge seine Arbeit als Plastiker, Maler und Aktionskünstler. Seine Lehrtätigkeit weitete sich bald von der schulischen Kunsterziehung auf die universitäre Lehre aus. So unterrichtete er Kunstgeschichte, bildnerisches Gestalten und Neurophilosophie an der Universität Liechtenstein und der Universität Innsbruck.
Sein umfangreiches Werk basiert auf einer frühen und intensiven Beschäftigung mit den Philosophien von Denis Diderot, Immanuel Kant, und Karl Marx sowie mit dem Buddhismus. Den ersten Kontakt mit dem Buddhismus förderte sein Nachbar und Freund Günther Eich, der den jungen Gschwendtner für den japanischen Zen-Buddhismus begeisterte. Geprägt durch diese Erfahrungen wurde er selbst praktizierender Buddhist, lebte in Tibet und Indien und half dabei, buddhistische Zentren in der Schweiz und in Österreich aufzubauen.

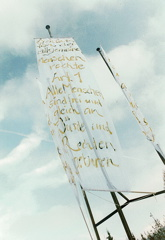
Gschwendtner bei seiner Ausstellung „Eine Stimme für die Menschenrechte“ für amnesty international, Landhaus Begenz, 1998

Gschwendtner war Mitglied bei Amnesty International Österreich und engagiert sich für die Menschenrechte.

## Philosophisches Programm und Einflüsse
Im Wirken von Gschwendtner ist ein aufklärerisches Verständnis von Kunst erkennbar, welches eng mit den Prinzipien des radikalen Konstruktivismus verknüpft ist. Dieser Ansatz geht davon aus, dass persönliche Wahrnehmung nicht in der Lage ist, ein direktes Abbild der Realität zu produzieren. In seinen Werken und Texten thematisiert Gschwendtner die Vielschichtigkeit dieser Wahrnehmung, sodass seine Arbeiten als „Ergebnisse neurophilosophischer Überlegungen mit Hilfe von künstlerischen Methoden wie Skulpturen, Zeichnungen, Malerei und Installationen“ bezeichnet werden. Zu seinen wichtigsten Einflüssen gehören u. a. Erkenntnisse der Neurophilosophen Gerhard Roth, Manfred Spitzer und Peter Singer sowie die Neurowissenschaftler Valentin Braitenberg und António R. Damásio.

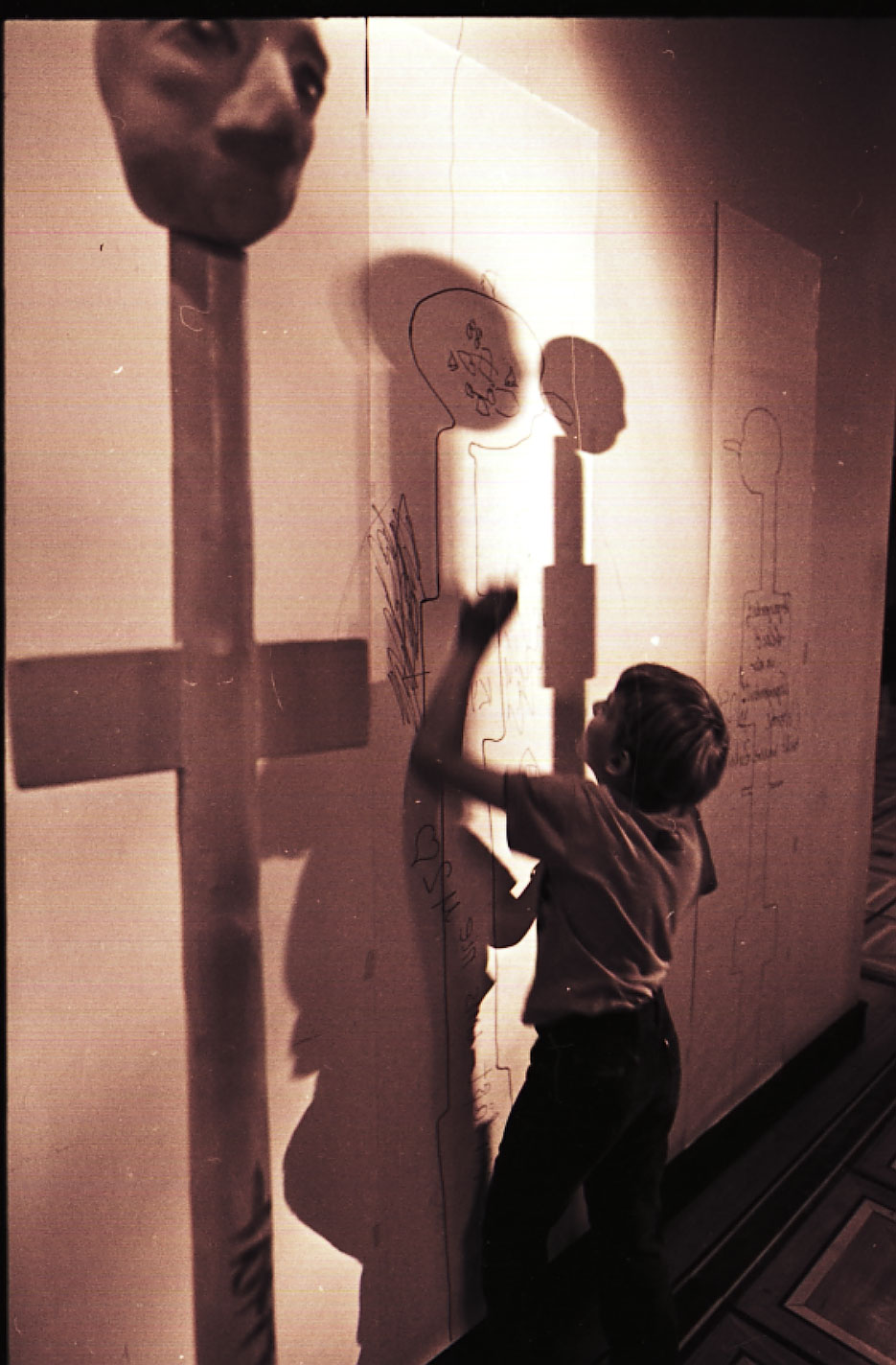
Aufnahme von 1995: Kind interagiert mit Betrachterfigur Gschwendtners, Goethe-Institut Moskau

In den frühen 1980er-Jahren begann Gschwendtner seine Serie von „Betrachterfiguren“ zu entwickeln. Diese wurden seitdem in Ausstellungen und als permanente Installationen präsentiert. Die Figuren sind so konzipiert, dass sie die traditionellen Grenzen zwischen Publikum und Kunstobjekt hinterfragen und das Bewusstsein für die eigene Denkweise schärfen. Die individuelle Interpretation und emotionale Reaktion der Betrachter nehmen somit einen wesentlichen Bestandteil in den künstlerischen Prozessen Gschwendtners ein. In der Darstellung seiner Kunstobjekte sind stets naturalistische Größenverhältnisse vorzufinden, da weder eine Vergrößerung noch eine Verkleinerung von Motiven und Objekten vorgenommen wird.

## Bildsprache und technische Realisierung
Gschwendtners künstlerisches Schaffen umfasst ein Spektrum von der Malerei bis zur Aktionskunst. Er verwendet dafür unterschiedliche Techniken wie Aquarell, Tusche, und Bleistift und setzt unterschiedliche Materialien wie Holz, Stein, Glas und Metall ein. Ein wiederkehrendes Motiv in Gschwendtners Werk ist die Darstellung von Tannennadeln, die sowohl real als auch symbolisch in vielen seiner Arbeiten zu finden sind.
In seinem technischen Ansatz setzt Gschwendtner häufig auf ein Schichtensystem, das mit den Konzepten des Palimpsests in Verbindung steht. Durch gezieltes Überlagern verschiedener Materialien und Medien entstehen mehrdimensionale Kunstobjekte. Die übereinander gelegten Schichten variieren von transluziden Aquarellen, bis zu deckenden Zeichnungen, die häufig mit Textelementen in Gschwendtners Handschrift ergänzt werden, wodurch jede Schicht eine eigene narrative und emotionale Dimension erhält. Zu den bedeutendsten künstlerischen Einflüssen Gschwendtners gehören die Zeichnungen und Schriften von Leonardo da Vinci, Paul Cézanne, Josef Albers und Joseph Beuys.
Er war an der Erstellung der Vordrucke für Josef Albers Werk „Interaction of Color“ beteiligt, das heute als grundlegendes Werk zur Farblehre gilt.

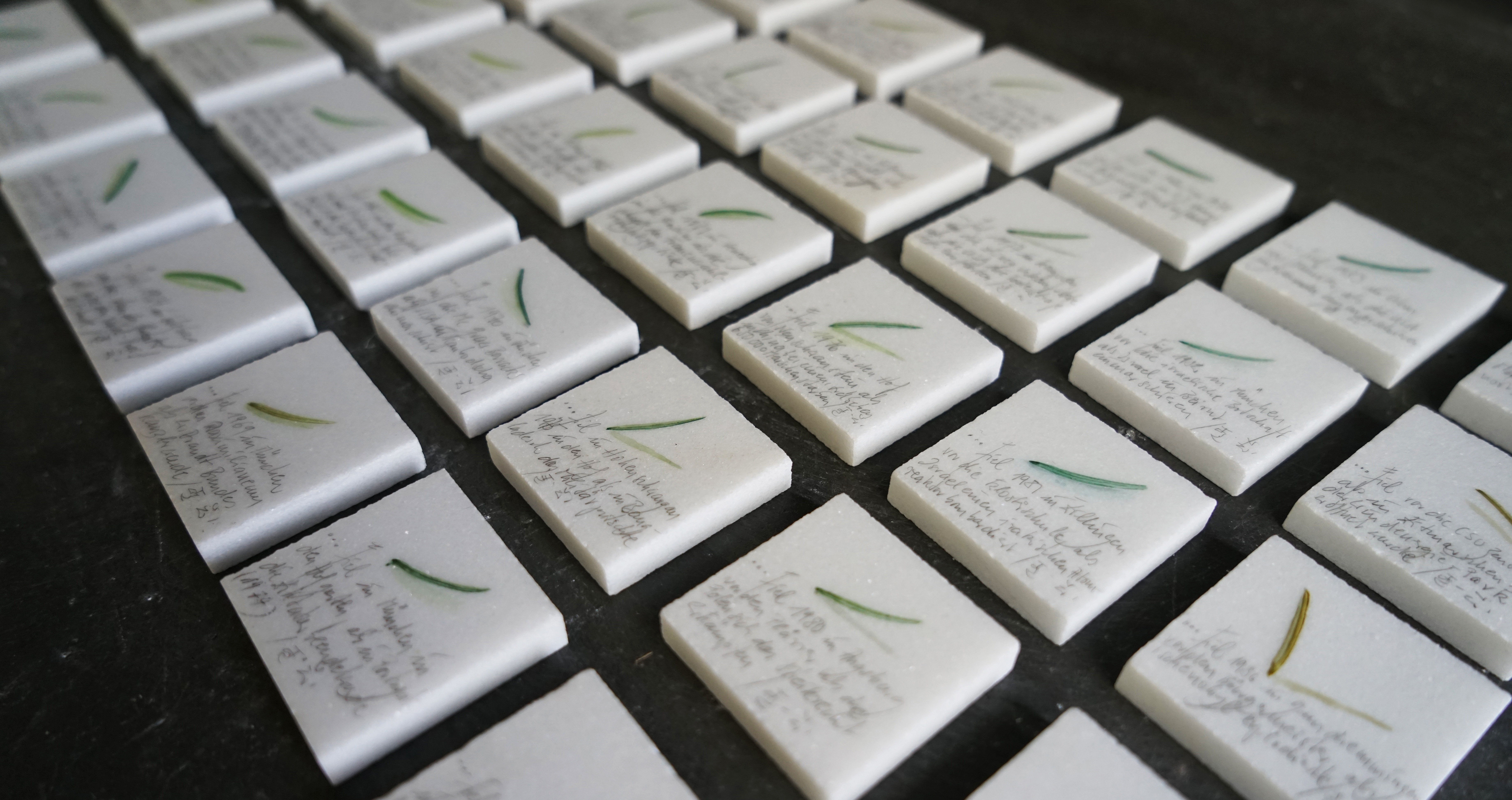
Gschwendtners Kunstobjekt Selbstportrait aus echten Tannennadeln auf Marmor, 2024

## Künstlerische Tätigkeit

### Malerei

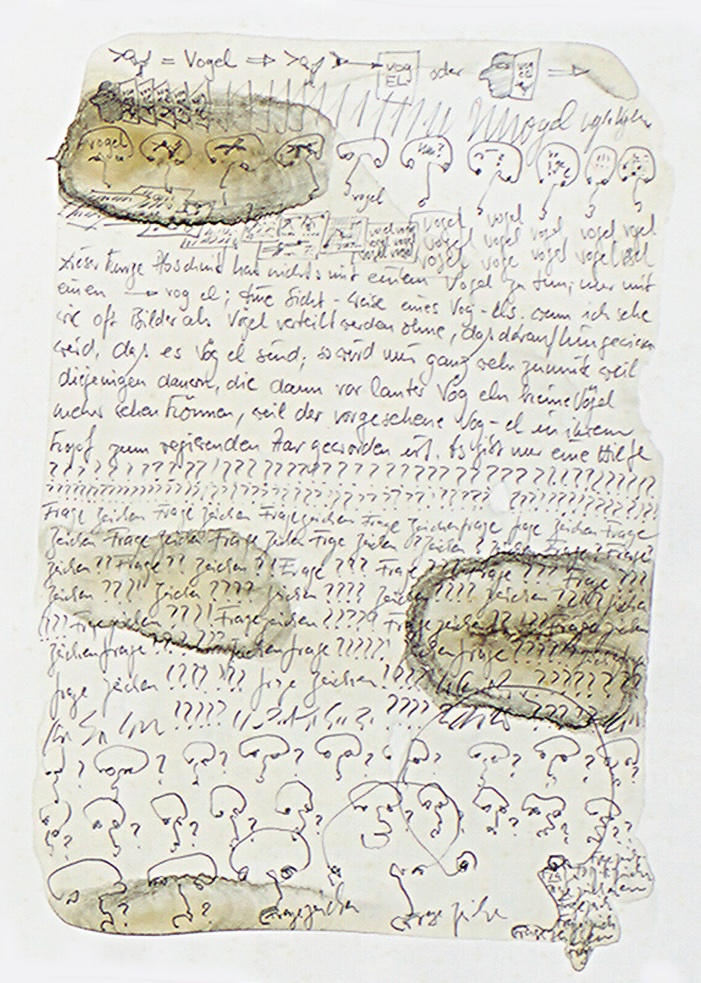
Schweinsheitl aus der gleichnamigen Reihe mit insgesamt 65 Kunstobjekten, 1985

#### Farbhäute (ab 1971)

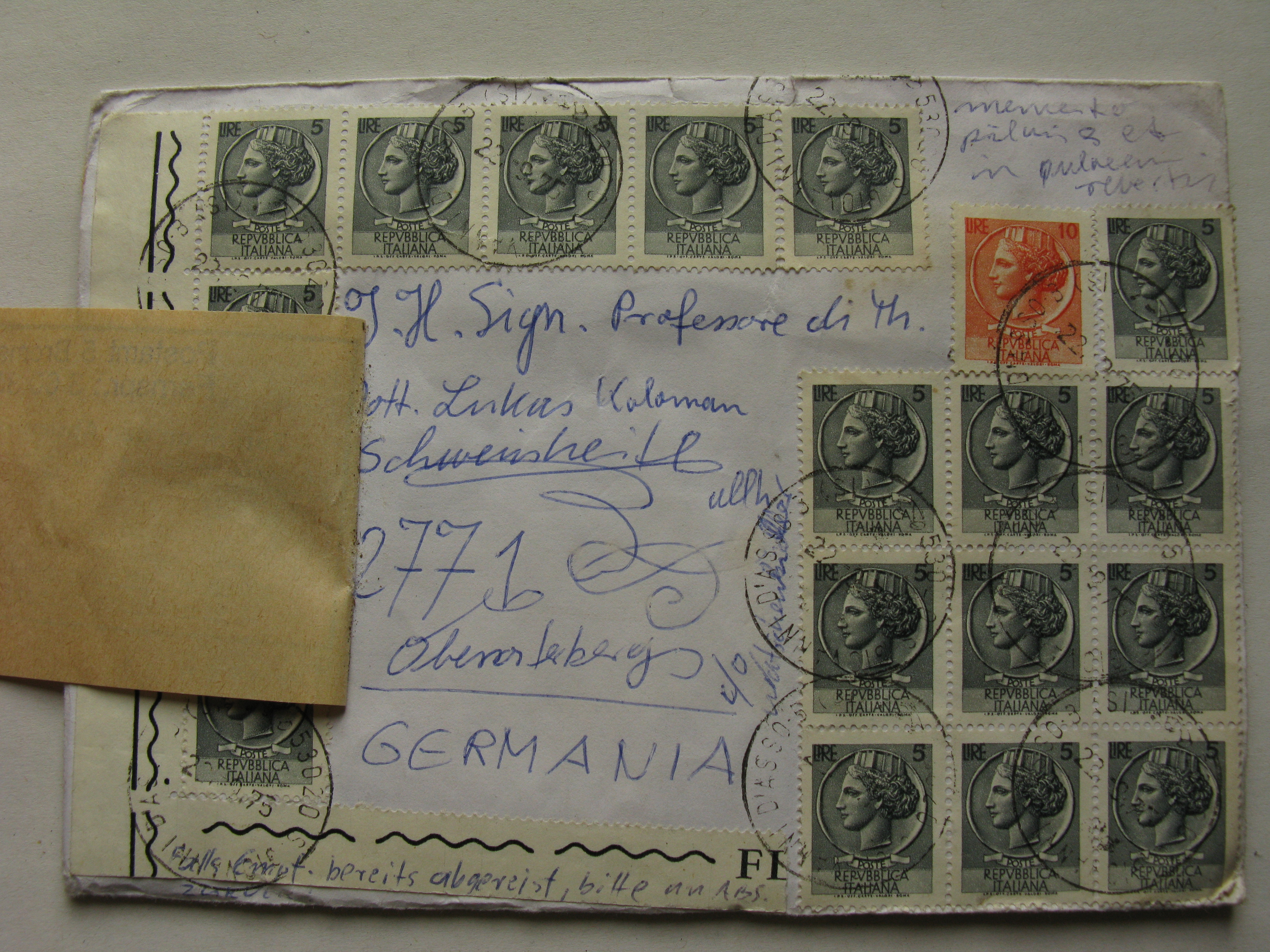
Ein Schweinsheitls Brief erreicht den Künstler Gert Gschwendtner durch ein Rücksendeverfahren, adressiert an die Kunstfigur „Schweinsheitl“, 1985

Von 1971 bis 1995 führte Gschwendtner einen Briefwechsel mit seinem Freund Ottmar Holdenrieder. Die Briefe wurden an die Kunstfigur „Schweinsheitl“ und fiktive Adressen versendet, wobei die richtige Adresse als Absender auf dem Umschlag notiert wurde. Auf diese Weise erreichten die Briefe durch ein Rücksendeverfahren erst nach mehreren Wochen und Monaten den eigentlichen Adressaten. In diesem Zusammenhang entstand die Idee der insgesamt 65 Farb- und Gedankenhäute. Diese basieren auf Gschwendtners Schichtenmodell, bei dem er Farbelemente und kalligraphische Textelemente auf mehreren Ebenen arrangiert, die ineinander übergehen.

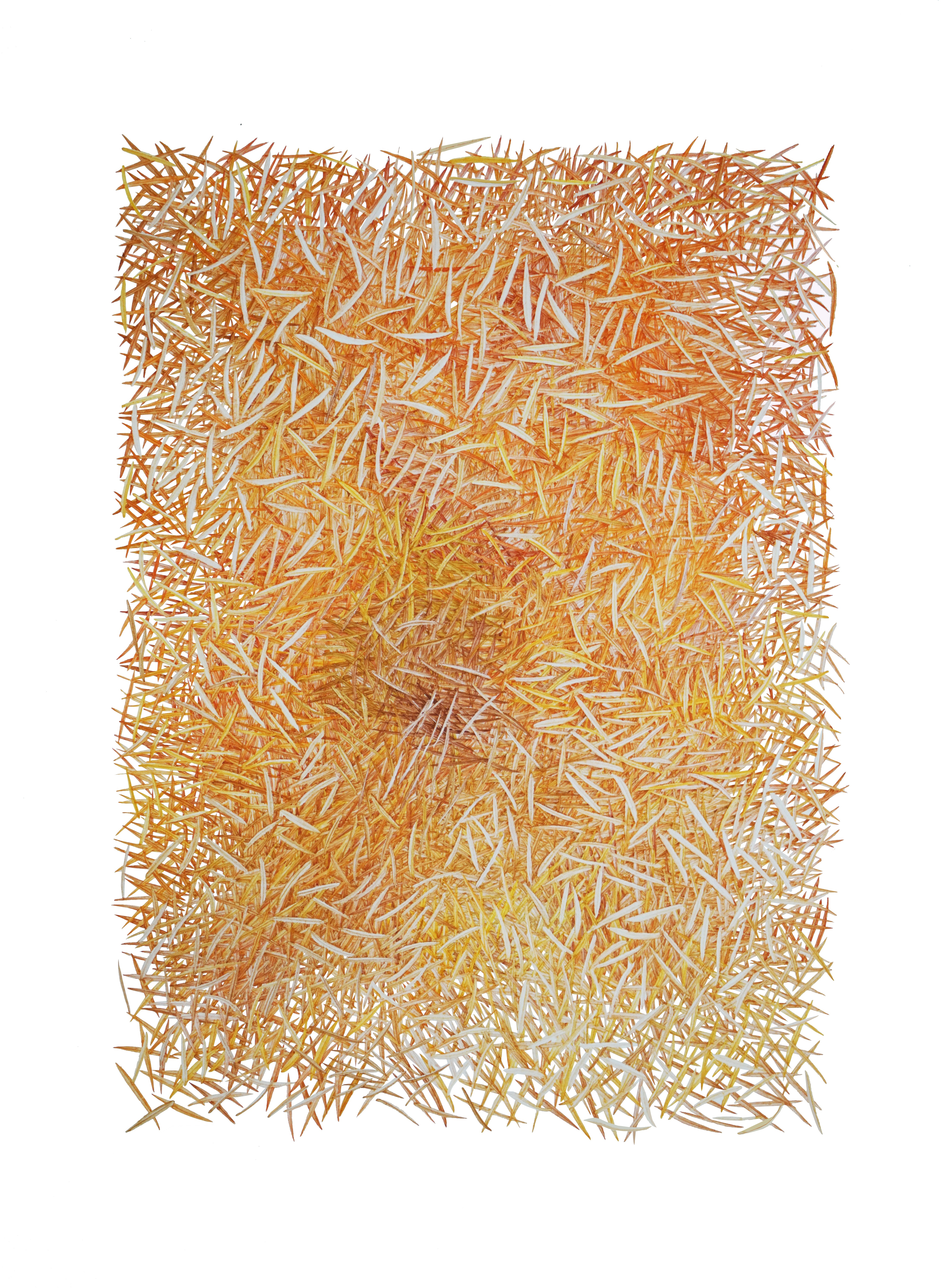
Erste Tannennadeln von Gert Gschwendtner, 1979

#### Tannennadeln (ab 1976)
Ein prägendes Ereignis in Gschwendtners Kindheit findet in seinem künstlerischen Ausdruck Resonanz. 1953 geriet eine Tannennadel unter seine Kopfhaut und trat erst nach einem Jahr wieder heraus. In seinen Zeichnungen verwendet Gschwendtner das Motiv der „Tannennadeln“ als symbolisches Element zur Darstellung geistiger und emotionaler Zustände. Die Tannennadel wird in seinen Arbeiten in der Regel in ihrer natürlichen Größe abgebildet und erscheint durch häufige Wiederholung als Teil eines abstrakten Gesamtmusters. Diese Technik ist ein Beispiel für seine Methode der naturalistischen Abstraktion.

#### Gehirnatlanten (ab 1978)

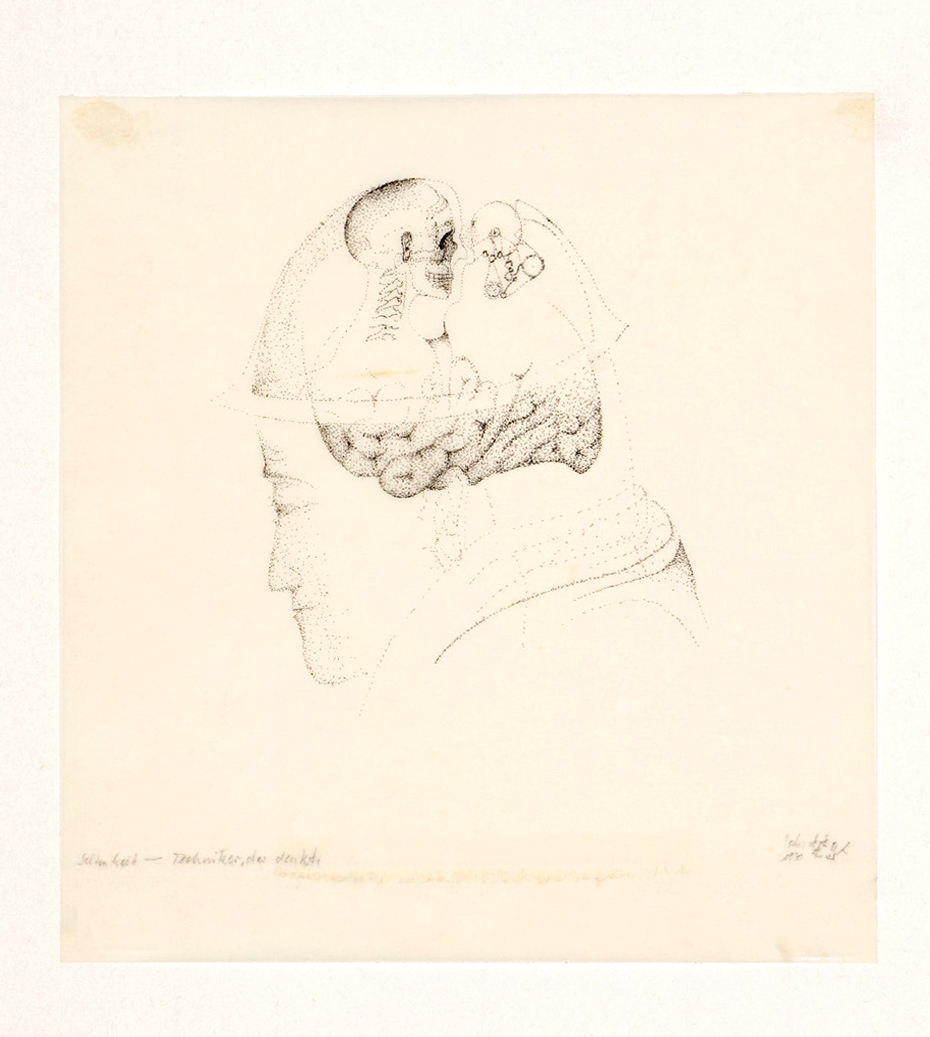
Gehirnatlant Techniker der denkt, 1979

In seinen künstlerischen Werken „Gehirnatlanten“ nimmt Gschwendtner Bezug auf die im 19. Jahrhundert etablierte Praxis der Hirnforschung sowie auf die Lokalisationstheorie, wie sie von Wissenschaftlern wie Giovanni Alfonso Borelli und Franz Joseph Gall vertreten wurde.
Seine künstlerische Forschung basiert auf Zeichnungen von Schädelformen auf Papier, die er durch Aquarell- und Tuschzeichnungen ergänzt, um die Funktionen und die komplexe Vernetzung verschiedener Gehirnbereiche darzustellen. Durch den Einsatz eines breiten Spektrums an Farben und Linienführungen untersucht Gschwendtner die inneren Ansichten des Gehirns und die damit einhergehenden geistigen Zustände.

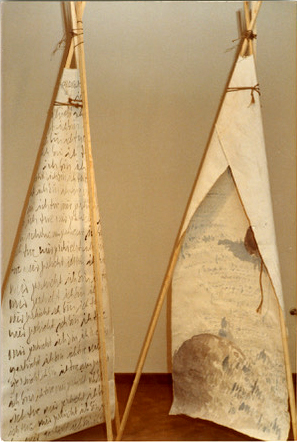
Zelte bei einer Ausstellung 1984 in Meran, Italien

#### Begehbare Bilder und Zelte (ab 1980)
In den frühen 1980er-Jahren begann Gschwendtner mit der Schaffung von „Begehbaren Bilder“. Angelehnt an den Mitbegründer der Konzeptkunst Marcel Duchamp, erweitert Gschwendtner die traditionellen Grenzen der Leinwand, um metaphorisch „auf den Hirnhäuten der Betrachter direkt [zu] malen“.
Zu seinen bemerkenswerten Arbeiten gehören die „Zelte“, die als immersive Installationen gestaltet sind, um den Besuchern ein physisches Eintauchen in das Kunstobjekt zu ermöglichen. Im Sinne der Konzeptkunst stehen bei Gschwendtners Begehbaren Bildern die Idee des Werkes und das Erfahrbar-Machen des Bildraums im Mittelpunkt der Auseinandersetzung des Betrachters.

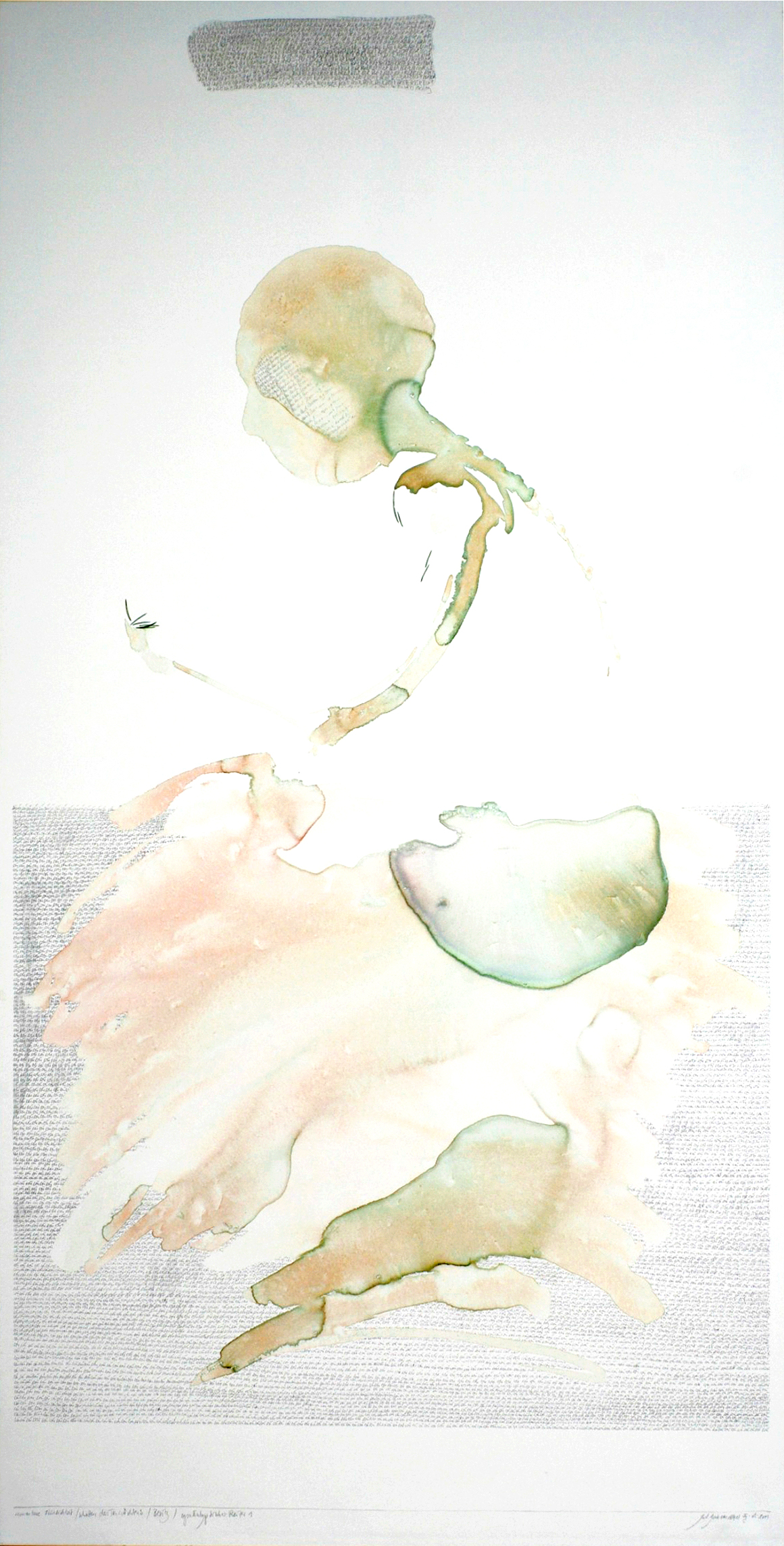
Kunstobjekt Apokalyptische Reiter aus der gleichnamigen Reihe von 2011/2012

#### Schattenbilder (ab 1985)
Gschwendtners „Schattenbilder“ sind oft in Lebensgröße vorzufinden und durch die Konturen von Figuren und Objekten charakterisiert, deren Innenflächen entweder leer gelassen oder mit durchscheinender Aquarelltechnik gestaltet werden. Dabei wird bewusst auf Detailzeichnungen innerhalb dieser Umrisse verzichtet. Diese Gestaltungsmethode verschiebt den Schwerpunkt auf die äußere Form der Darstellungen. Dieser konzeptionelle Ansatz ist von den Theorien Émile Coué, William Stern und des Entwicklungspsychologen Jean Piaget beeinflusst, die sich mit der Entwicklung des Selbstbewusstseins und der Kapazität für Selbstreflexion auseinandersetzen.
Mit seiner Performance „Schattenfänger“ von 2013 erkundet Gschwendtner den konzeptuellen Versuch, seinen eigenen Schatten im Moment eines Sprungs einzufangen. Dieses Vorhaben symbolisiert die metaphorische Herausforderung, über den eigenen Schatten zu springen. Für die Anfertigung seiner Schattenbilder wählt Gschwendtner Materialien wie Papier und Stoff, was ihm die Realisierung mit Dimensionen von bis zu 3,5 Metern ermöglicht.

#### Begehbare Bücher (ab 2023)

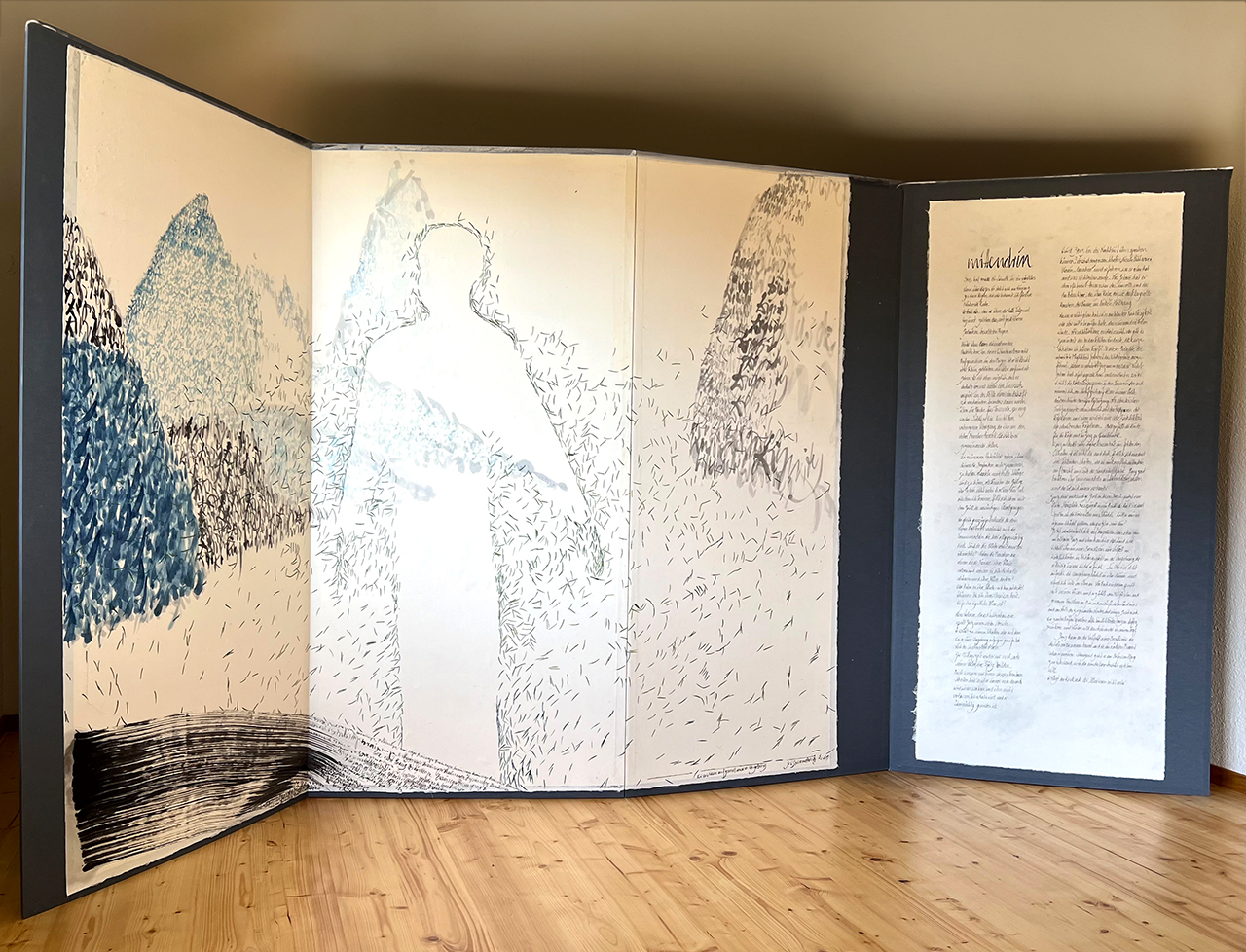
Begehbares Buch mittendrin, aufgenommen im Atelier, 2024

Ab 2023 erweitert Gschwendtner das Konzept der interaktiven Kunst durch die Einführung von „Begehbaren Büchern“. Ein wesentliches Merkmal von Gschwendtners Büchern ist deren Faltbarkeit. Dieses Charakteristikum fördert die Interaktion und erlaubt eine flexible Platzierung im Raum, abweichend von traditionellen, fest installierten Kunstinstallationen.
Die künstlerische Praxis von Gschwendtner steht in Verbindung mit der buddhistischen Tradition der Thangkas – tragbare und aufrollbare religiöse Kunstwerke, die eine flexible Nutzung erlauben. Diese historische Referenz spiegelt Gschwendtners Intention wider, Kunstobjekte zu schaffen, die über den Kontext eines Kunstereignisses hinaus im täglichen Leben Relevanz und Bedeutung behalten. Seine begehbaren Bücher können eine Höhe bis zu 1,80 m aufweisen und erreichen damit eine lebensgroße Dimension, die eine direkte und körperliche Interaktion mit dem Kunstobjekt ermöglicht.

### Plastiken und Installationen

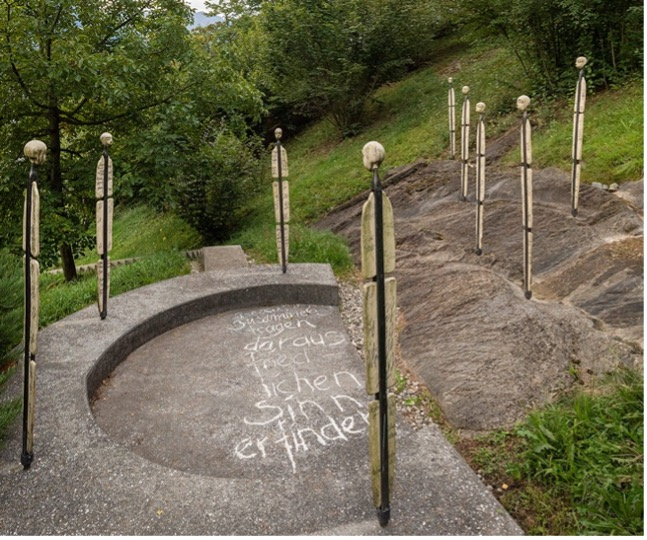
Ansammlung an Betrachterfiguren am GedankenBerg Sevelen, CH

#### Betrachterfigur
Gschwendtners bildnerische Sprache versucht die Komplexität der Wahrnehmung zu reflektieren. Im Mittelpunkt seines Schaffens steht die Kultur des Betrachtens, die sich in Gschwendtners Kunstfiguren, den Betrachterfiguren, zeigt. Sie blicken aus ihrer Kunstwelt in unseren Alltag und beobachten uns in unserer Künstlichkeit.
Inspiriert durch die Auseinandersetzung mit den Werken von Beuys und Merz entstanden die ersten Betrachterfiguren an toskanischen Wegesrändern. Die Kunstfiguren prägen seit dem sein Werk und finden sich in Innenräumen wie Gärten in Italien, Österreich und Deutschland. Die wohl prägendste Ansammlung von Betrachterfiguren findet man am Gedankenberg in Sevelen, Schweiz.
Die Materialität seiner Betrachterfiguren variiert: Sie reicht von lebensgroßen, aus Glas geblasenen Skulpturen bis hin zu solchen aus Holz, Metall, Eisen, Bronze und Keramik, wobei auch Papierhäute Verwendung finden. Gschwendtner integriert echte Tannennadeln in seine Arbeiten, sowohl in der Oberflächengestaltung von Plastiken als auch in der Fassmalerei. Darüber hinaus setzt er Tannennadeln als strukturgebendes Medium ein, das im Gießprozess in eine dauerhafte Bronzestruktur transformiert wird.

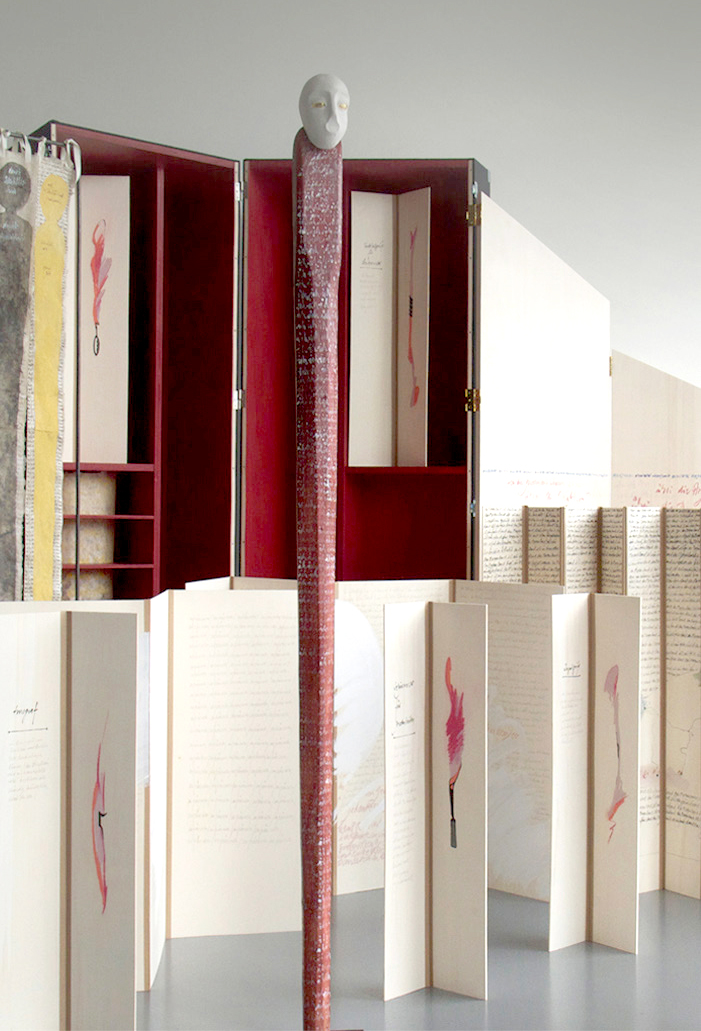
Großer Werkzeugkasten mit Betrachterfigur, 2010

#### Werkzeugkästen
Die „Werkzeugkästen“ sind Werke, die sich im Bereich der konzeptuellen Skulptur bewegen. Diese Kunstobjekte sind als funktional öffnende Kästen konzipiert, welche im Inneren eine detailreiche Innengestaltung mit Werkzeugähnlichen Objekten enthalten. Laut verfügbaren Quellen intendiert der Künstler, dass diese Werke das Publikum zur Reflexion anregen und die Betrachtung von Kunst als Instrument des Denkens fördern. Die äußerlich minimalistisch erscheinenden „Werkzeugkästen“ verbergen eine detailreiche Innengestaltung, die diverse künstlerische Elemente integriert.

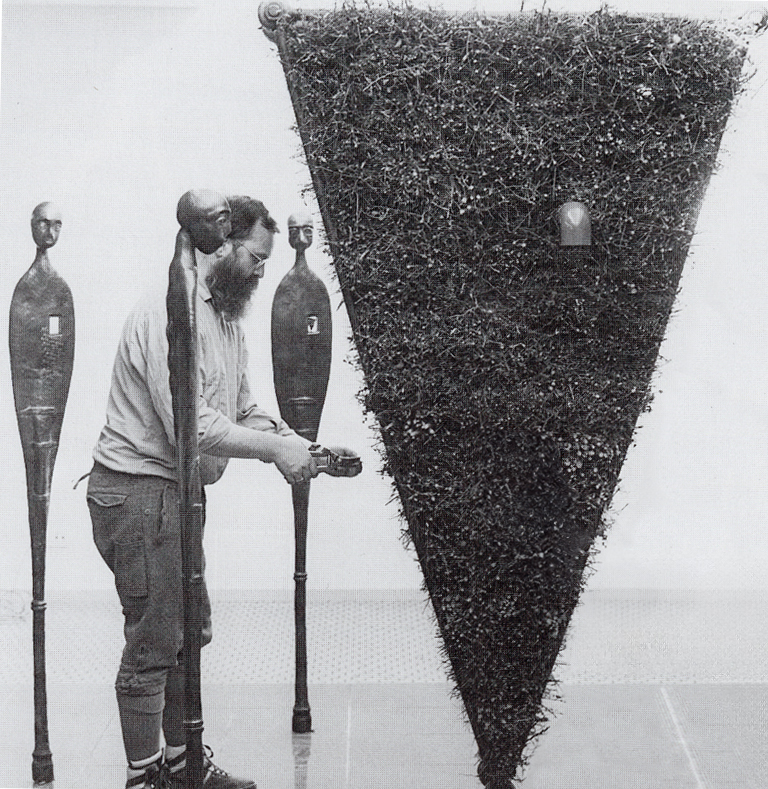
Gschwendtner bei den Arbeiten zum Solewasserbrunnen Kreislauf der Raiffeisenbank Frastanz (AT) in Zusammenarbeit mit Ruth Gschwendtner, 1991

#### Brunnen
Gert Gschwendtner hat im Rahmen seiner künstlerischen Tätigkeit mehrere Brunnenanlagen für öffentliche und institutionelle Räume entworfen. Bei der Gestaltung dieser Werke legt er Wert auf die Verwendung natürlicher Materialien sowie Salzwasser, um einen umweltfreundlichen und chemiefreien Wasserkreislauf zu gewährleisten. Die Brunnen sind so konzipiert, dass sie über ihre ästhetische Präsenz hinaus einen kommentierenden Charakter aufweisen: Sie reflektieren und interagieren mit den Aktivitäten und der Atmosphäre der Orte, an denen sie sich befinden, und stehen somit in direktem Dialog mit ihrem unmittelbaren Umfeld und Kontext.

#### Betrachtergärten
Gert Gschwendtner trägt wesentlich zur Gestaltung von Parkanlagen und Gärten bei, in denen er oft eigens geschaffene Plastiken und Betrachterfiguren integriert. Eine seiner Dauerinstallationen ist der Skulpturenpark „GedankenBerg“ in Sevelen, gestiftet durch die Mäzenin Mali Gubser.

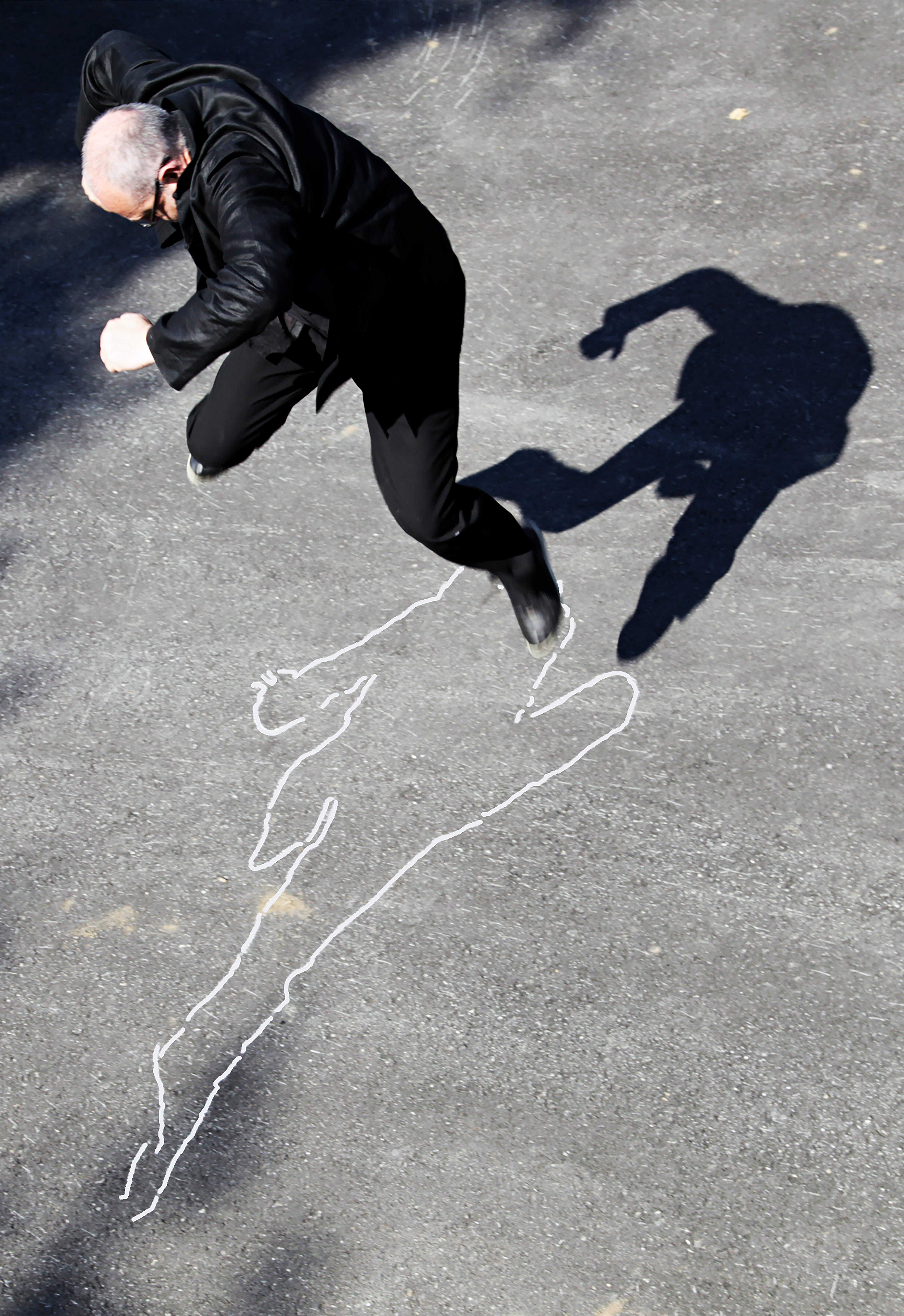
Schattenfänger: Gschwendtner bei dem Versuch, den eigenen Schatten „einzufangen“, 2013

### Aktionskunst
Im Laufe seiner Karriere hat Gschwendtner mehr als 30 Performances durchgeführt, die unmittelbar in den Alltag der Menschen eingreifen und diese zur Reflexion über Denkstrukturen anregen. Seine Darbietungen bedienen sich einer Vielfalt von Ausdrucksformen, darunter Theater, Musik, Lesungen und Performancekunst.

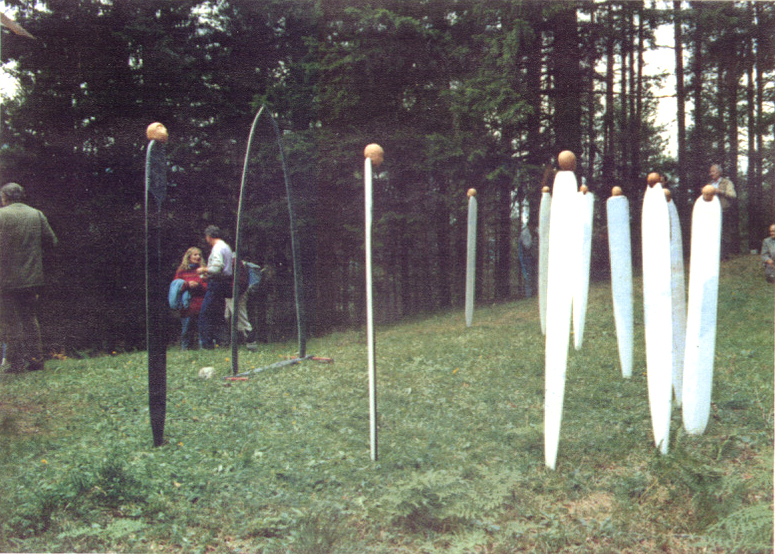
Aufnahme 1991: Performance „Grenzweg“ in Kärnten, AT

Gschwendtners Aktionskunst ist insbesondere für ihre Direktheit, Präsenz und Interaktivität bekannt, wobei das unmittelbare Live-Erlebnis im Mittelpunkt steht. Oftmals beinhalten seine Performances soziale, politische oder kulturelle Kommentare und zielen darauf ab, Emotionen, Gedanken und Erzählungen auszudrücken oder zu vermitteln. Ein wesentliches Merkmal seiner Aktionskunst ist die enge Verknüpfung mit dem Kontext des jeweiligen Ortes.
Die Dokumentation seiner Performances ist aufgrund des zugrundeliegenden Prinzips der Vergänglichkeit, welches ein zentraler Aspekt der Fluxus-Bewegung ist, nur spärlich vorhanden.

### Bücher und Druckgrafiken
Gert Gschwendtner arbeitet in der Leporello-Technik, bei der er Druckgrafiken als faltbare Objekte gestaltet. Diese bestehen aus langen Streifen von Papier oder Karton, die ziehharmonikaartig zusammengelegt sind. In dieser Form kombiniert er Text und Malerei sowie Zeichnungen mit verschiedenen Drucktechniken. Der Inhalt reflektiert Gschwendtners philosophisches Grundprogramm.

## Kooperationen

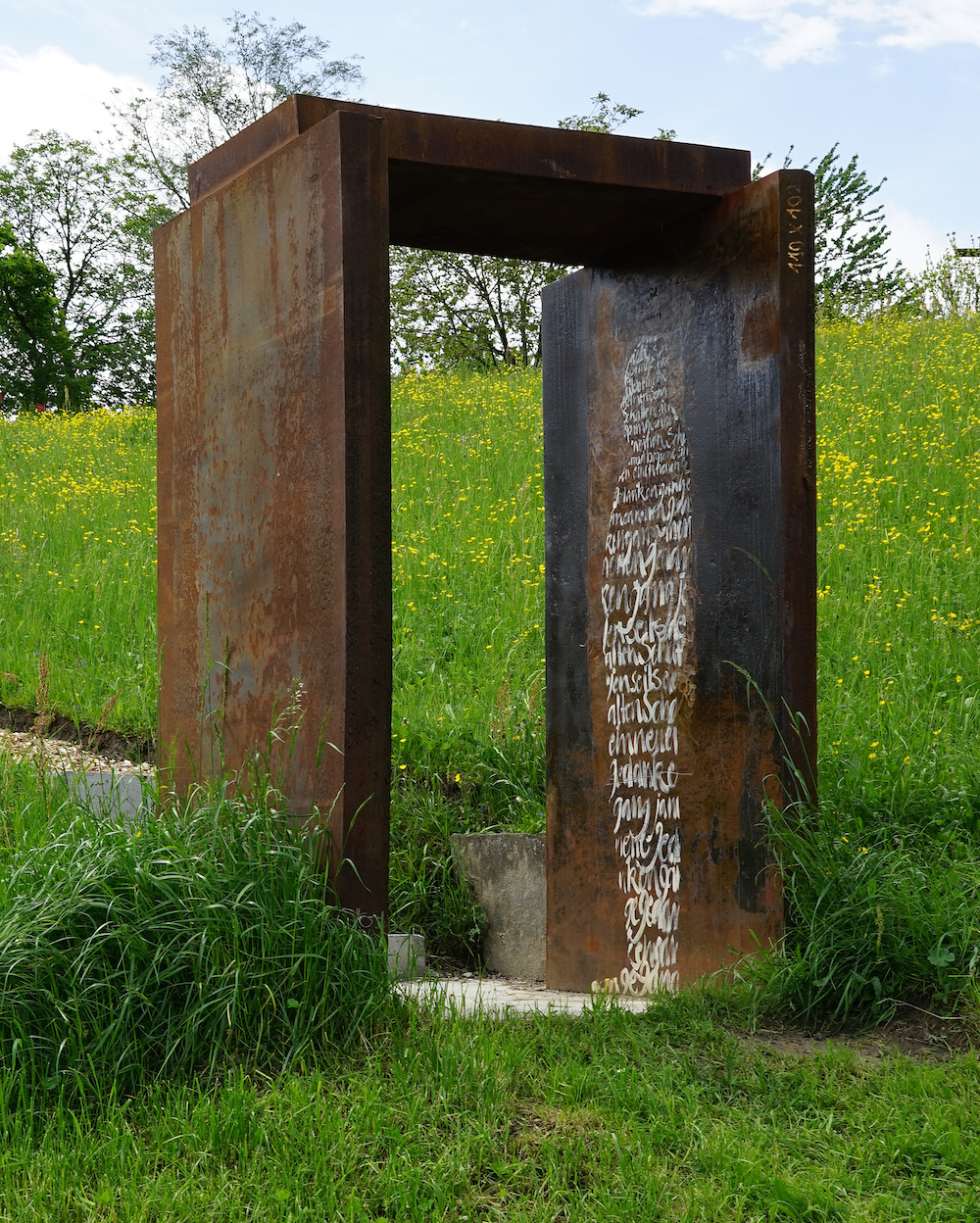
Installation Gschwendtners Eisernes Tor am GedankenBerg, eine Dauerausstellung in Sevelen, CH

### GedankenBerg
Im Mai 2015 eröffnete der Skulpturenpark Gedankenberg am Storchenbüel, einem Hügel in Sevelen, Schweiz. Der öffentliche Park lädt die Besucher ein, auf einem 3,5 kilometerlangen Pfad entlang von Skulpturen in den eigenen Gedanken zu wandern. Skulpturale Elemente, Felszeichnungen, Figuren, architektonische Versatzstücke und Texte treten in Dialog mit den geologischen Strukturen, den Pflanzen und dem Ausblick auf das umgebende Panorama.

### Hochwaldlabor
Gschwendtner initiierte den Verein Hochwaldlabor, welcher im Jahr 2009 ins Leben gerufen wurde. Dieser Verein dient als Plattform für Arbeit und Diskurs in den Bereichen Kunst und Philosophie.

### Amnesty International (Österreich und Schweiz)
Für die NGO Amnesty International entwarf Gschwendtner mehrere Performances, darunter die Aktion „Fluchthelfer“ und „Eine Pädagogik des Friedens“.

## Publikationen von Büchern und Essays (2012–2022)
- Mythos
- Hirnbotanik
- Hirnbürsten
- Schattenpapiere
- Schweinsheitl
- Werkzeugkoffer
- Tannen.Nadel.Weg
- Drucksack 1 – Zelte – Nomaden Wanderer zwischen den Welten (mit Ruth Gschwendtner)
- Drucksack Zelte Magazin und Werkstatt Teil 1 (mit Ruth Gschwendtner)[25][30]

## Ausstellungen (Auswahl)
- 2024: Bad Ragartz 2024, Bad Ragaz, 2024, CH
- 021–2023: Reiseziel Museum, GedankenBerg Sevelen, CH
- 2022: Wettbewerb 100 Jahre Zollvertrag, CH; FL
- 2021: Schatten:Überbrücken, Kunstaktion auf der Holzbrücke Sevelen-Vaduz, CH; FL
- 2019–2020: Tannen.Nadel.Weg, AT
- 2018: ESPACES | OBJETS | IMAGES, Paris FR
- 2016: Großer Werkzeugkoffer, Kantonsbibliothek Vadiana, St. Gallen, CH
- 2013: Schattenpapiere, Papiermuseum, Steyrermühl, AT
- 2013: Betrachter, Galerie, Halle Linz, AT
- 2012: Retrospektive Gert Gschwendtner, Mezzaninstiftung Schaan, LI
- 2016: Grosser Werkzeugkoffer, Kantonsbibliothek Vadiana, St. Gallen, CH
- 2013: Schattenpapiere, Papiermuseum Steyrermühl, AT
- 2013: Betrachter, Galerie Halle Linz, AT
- 2012: Retrospektive Gert Gschwendtner, Mezzaninstiftung Schaan, LI
- 2011: Morgenland für eine enkeltaugliche Zukunft mit dem Werkzeugkoffer, Berliner Liste 2011, Berlin, DE
- 2006: Performance Marmordias mit Steinmusik, Natters, mit Arthur Schneiter, AT
- 2003: Utopie: Verlust, Schichtwechsel Vaduz, LI
- 2000: Entscheidungsraum, Friedensmuseum Lindau, DE
- 1999: Mygo trifft Mypu, Performance mit Dmitri Prigov, Lew Rubinstejn, Sergej Letow zum Goethe-Puschkin-Jahr, Moskau, RU
- 1996: Imaginäre Gärten, Installation zur Gartenbauausstellung, Bad Kissingen, DE
- 1988: Sichtschutz, Palais Liechtenstein, Feldkirch, AT
- 1988: Schwellen, Galerie Kunst und Kommunikation, München, DE

## Film
- 2021: Kurzfilm Nadel im Kopf, AT
- 1985: ZDF-Dokumentation Sisyphos dem Lächler, DE

## Belege
1. ↑  Mag. art. Gert Georg Gschwendtner — Universität Liechtenstein. Abgerufen am 20. April 2024.
2. 1 2  „So wie heute geht es nicht mehr weiter“. In: „du“-Magazin, Ausgabe Juni 2016, S. 88.
3. ↑  Mirjam Kaiser: „Die Menschenrechte werden immer mehr in Zweifel gezogen“. Liechtensteiner Vaterland, Tageszeitung, 26. März 2024, abgerufen am 1. Mai 2024.
4. 1 2  Brigitta Soraperra: „Das Schelmische gehört zur Kunst“. Hrsg.: marie – Die Vorarlberger Straßenzeitung. Nr. 54. Hohenems 2020 (marie-strassenzeitung.at).
5. ↑  pd,vre: „Koffer mit geistigem Werkzeug“. St. Galler Tagblatt, 15. März 2016, abgerufen am 1. Mai 2024.
6. 1 2 3  Paul Jandl: „Im Auge des Betrachters“. Hrsg.: Kunst Graubünden und Liechtenstein. Nr. 2, 2013 (issuu.com).
7. 1 2  Gert Gschwendtner: Betrachterfiguren. In: Webseite Gert Gschwendtner. Gert Gschwendtner, abgerufen am 28. September 2019.
8. ↑  Steven Heller: When Bauhaus Met Lounge Music. In: The Atlantic. 22. Januar 2015, abgerufen am 3. Mai 2024 (englisch).
9. ↑  Gert Gschwendtner: Schweinsheitls. Hrsg.: Gert Gschwendtner. AUMAYER, Köln, ISBN 978-3-902923-62-2.
10. ↑  Gert Gschwendtner: Schweinsheitl. In: Gert Gschwendtner. Abgerufen am 3. Mai 2024.
11. ↑  Nadel im Kopf. In: Kunststiftung GedankenBerg. Abgerufen am 3. Mai 2024.
12. ↑  Gert Gschwendtner: Tannennadeln. In: Gert Gschwendtner. Abgerufen am 3. Mai 2024.
13. ↑  Gert Gschwendtner: Gehirnatlanten. In: Gert Gschwendtner. Abgerufen am 3. Mai 2024.
14. 1 2  Gert Gschwendtner: Zelte. In: Website Gert Gschwendtner. Abgerufen am 3. Mai 2024.
15. ↑  Kunst ist Treibstoff fürs Gehirn. In: Hochwaldlabor. 2016, abgerufen am 3. Mai 2024.
16. ↑  Mirjam Kaiser: Sevelen - Das Zelt als Thema der Saisoneröffnung. 31. März 2021, abgerufen am 3. Mai 2024.
17. ↑  Gert Gschwendtner: Schattenpapiere. In: Gert Gschwendtner. Abgerufen am 3. Mai 2024.
18. ↑  Gert Gschwendtner: Schatten Performances. In: Gert Gschwendtner. Abgerufen am 3. Mai 2024.
19. ↑  Gert Gschwendtner: Installationen. In: Gert Gschwendtner. Abgerufen am 3. Mai 2024.
20. ↑  Gert Gschwendtner: Grosser Werkzeugkoffer. In: Gert Gschwendtner. Abgerufen am 3. Mai 2024.
21. 1 2 3  Hans Perting: Gert Gschwendtner. 1. August 2006, abgerufen am 3. Mai 2024.
22. ↑  Gert Gschwendtner: Betrachtergärten. In: Gert Gschwendtner. Abgerufen am 3. Mai 2024.
23. ↑  Gemeinde Sevelen: GedankenBerg Sevelen. In: Gemeinde Sevelen. Abgerufen am 3. Mai 2024.
24. ↑  Anita Grüneis: Gert Gschwendtners GedankenBerg - Ein heiliger Hain in Sevelen, SG. In: Zeitschrift für Kultur und Gesellschaft. Zeitschrift für Kultur und Gesellschaft, 20. Juni 2016, abgerufen am 3. Mai 2024.
25. 1 2  ZVAB – Gert und Ruth Gschwendtner. In: Zentrales Verzeichnis Antiquarischer Bücher. Abgerufen am 3. Mai 2024.
26. 1 2  Jocelyne Iten: Gedankenberg, Sevelen. In: Bellevue NZZ. NZZ, 17. Juni 2017, abgerufen am 28. September 2019.
27. ↑  Gert Gschwendtner: Gedankenberg. In: Webseite Gert Gschwendtner. Gert Gschwendtner, abgerufen am 28. September 2019.
28. ↑  Verein, Philosophie, Künstler, Kunst. Abgerufen am 3. Mai 2024.
29. ↑  Landespressestelle Vorarlberg: Beitrag zu einer "Pädagogik des Friedens und der Toleranz". In: Landespressestelle Vorarlberg. 5. Februar 2003, abgerufen am 3. Mai 2024.
30. ↑  Gert Gschwendtner. In: WorldCat. Abgerufen am 3. Mai 2024 (englisch).

| Personendaten    | Personendaten                                  |
| ---------------- | ---------------------------------------------- |
| NAME             | Gschwendtner, Gert                             |
| KURZBESCHREIBUNG | deutscher Aktionskünstler, Bildhauer und Maler |
| GEBURTSDATUM     | 6. Oktober 1949                                |
| GEBURTSORT       | Lenggries in Oberbayern                        |